# Šerpové

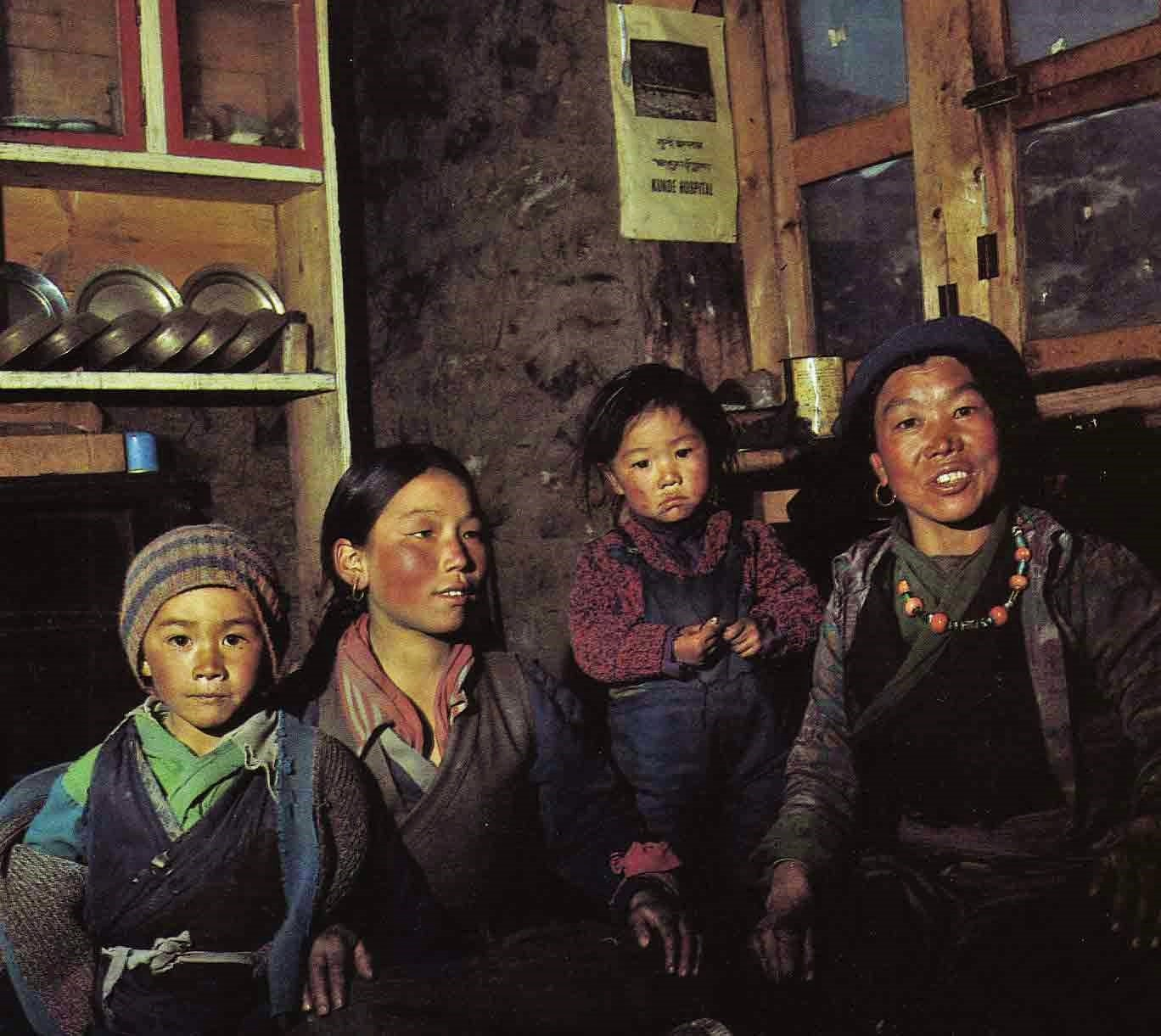
Šerpská rodina v tradičních šatech

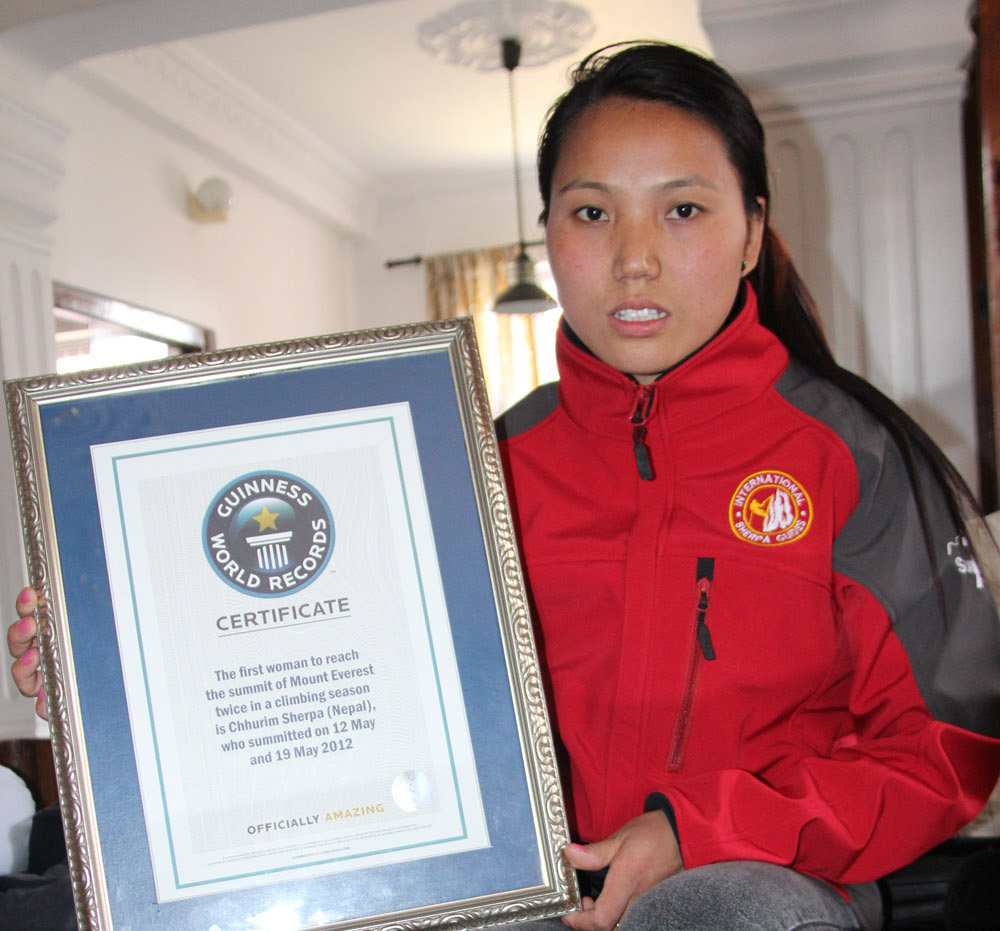
Chhurim, šerpská horolezkyně

Šerpové jsou etnikum obývající pohoří Himálaj v Nepálu, konkrétně jeho nejvyšší část u hranic s Tibetem (dnes část Čínské lidové republiky). Jejich jméno v tibetštině zní šer-pa a znamená „člověk z východu“, protože tento původně tibetský kmen pochází z východního Tibetu. Mluví šerpštinou, která patří k jižní větvi tibetobarmských jazyků, nicméně šerpština se liší od tibetštiny používané ve Lhase a oba jazyky jsou si vzájemně nesrozumitelné.
Většina Šerpů žije v Nepálu. Podle sčítání lidu v roce 2001 zde žilo 154 622 Šerpů, jejich náboženství bylo 92,83% buddhismus, 6,26% hinduismus, 0,63% křesťanství a 0,20% bön. Mimo Nepál jich asi 20 000 žije v indickém státě Sikkim a minimální množství (800) v Tibetu. Nezanedbatelné zastoupení mají Šerpové v západních zemích - v New Yorku žije 2 500 Šerpů, což je největší komunita Šerpů v USA.

## Historie
Do vysokohorských oblastí Nepálu, především do Khumbu, přišli Šerpové před 300 až 400 lety.
Po roce 1948, kdy se Nepálské království otevřelo světu a vpustilo na své území odvážlivce dychtící vystoupat na třetí pól naší planety, se začaly desítky expedic vydávat na několikatýdenní pochod údolím řeky Dudh Kosi, aby dosáhly svého vysněného cíle. Na množství přepravovaného nákladu potřebovaly nosiče – a po ruce byli Šerpové, odolní vytrvalí lidé a hlavně zvyklí na vysoké nadmořské výšky. A když před více než padesáti lety stanuli první dva pozemšťané na vrcholu nejvyšší hory světa Everestu, byl jedním z nich příslušník šerpského národa, Tenzing Norgay, díky němuž se Šerpové stali známými po celém světě. Největší šerpská vesnice Namčhe Bazár v nadmořské výšce kolem 3400 m s asi stovkou bytelných kamenných domů s dřevěnou střechou se stala hlavním obchodním střediskem.

## Současnost
Šerpové se díky tučným příjmům z nosičství i horolezectví stali nejbohatším nepálským národem a své malé domky nahradili velkými honosnými domy upravenými jako hotely pro turisty a Namčhe Bazár se proměnilo v proslulé turistické centrum s hotely a obchodními uličkami. Dnes díky dostatku peněz si mohou Šerpové dovolit posílat své děti na studie a tradiční pracovní místa Šerpů včetně řemesla nosičského se uvolnila pro jiné nepálské kmeny, především Tamangy a Raje. Tak vznikla skupina šerpů s malým “š”, všeobecně označující povolání nosičů a dalších pomocníků větších i menších expedic.

## Kultura
Jako většina Tibeťanů vyznávají buddhistické náboženství, konkrétně mahájánový buddhismus, většina klášterů v oblasti patří sektě Ňingmapa. Z celkem více než dvaceti klášterů je nejznámější gompa v Tengphočhe, která byla znova postavena po požáru v roce 1988. V nedalekém Debočhe stojí jediný ženský klášter v Khumbu. Šerpové používají tibetské písmo, protože jejichž řeč, šerpština, je dialektem tibetštiny. Tradiční obživou Šerpů bylo po dlouhou dobu pastevectví jaků. Čím více čistokrevných jaků, nekřížených s buvoly, rodina vlastnila, tím byla významnější. Proto také vznikl velmi složitý systém pojmenování nejrůznějších kříženců jaků s indickými buvoly. Z potřeby směňovat jačí produkty se vyvinulo další tradiční odvětví Šerpů, kterým je obchod. Khumbu leží na jedné z důležitých obchodních tras spojujících Nepál s Tibetem přes sedlo Nangpa (5716 m), po níž z Tibetu přicházely karavany obtěžkané nákladem soli, ovčí vlny a masa i stáda jaků.